# Бог-кит
Бог-кит (англ. The Godwhale) — науково-фантастичний роман американського письменника Томаса Дж. Басса, вперше опублікований у 1974 році. Це сиквел до роману «Наполовину надлюдина». Книга була номінована на премію Неб'юла за найкращий роман у 1974 році. Роман розглядає генетичні та біологічні винаходи зі своєрідним і містичним підтекстом.
The Godwhale показує бачення далекого майбутнього Землі, де майже все нелюдське життя було знищено через неконтрольоване перенаселення, а більшість людей перетворилися на слабких, покірних і мініатюрних створінь завдяки генної інженерії та надмірній залежності від автоматизації та штучного інтелекту. Басс використовує численні біохімічні та медичні терміни в розповіді, а багато сцен описані досить клінічно й детально.

## Сюжет
Головний герой, Ларрі Девер, зазнає важкої травми, що вимагає радикальної хірургічної операції — гемікорпектомії, в ході якої видаляють тканини нижче пояса. Його забезпечують набором інтелектуальних механічних ніг, «манекеном», і поміщають у стан анабіозу, доки пошкоджені тканини не зможуть бути відновлені. Він прокидається у час, коли технологія клонування дозволяє замінити йому ноги, хоча за певну ціну. За кілька років до його пробудження був створений клон, або «дитина-брунька», який тепер процвітає і є молодим хлопцем без мови. Ужахнувшись перспективи того, що його дитину принесуть у жертву для відновлення його тіла, Ларрі вирішує повернутися в анабіоз. Його дитина, Дім Девер, обрана світовим комп'ютером, на ім'я Ольга для перенесення його стародавніх генів до можливого нового поселення на планеті, що обертається навколо Проціону.
Ларрі знову прокидається в кошмарному майбутньому. Замість високорозвиненого минулого тепер величезна людська популяція — 3,5 трильйона — покриває кожен дюйм планети у підземних шахтних містах. Технології та наука деградували, і всі вільно розмножувальні види були винищені, за винятком неолітичних п'ятипалих людей, яких класифікують як шкідників саду. «Вулик», або людська популяція Небішів — чотирипалих людей — у своїй комп'ютеризованій підземній культурі безжально полює, вбиває та переробляє кожного, хто споживає їхні врожаї. Бентічні істоти — п'ятипалі люди, що створили нестабільну нішу в покинутих підводних рекреаційних куполах.
Поки Ларрі намагається пристосуватися до нового життя без більшої частини свого тіла, у супроводі Біг Хара, генетичного дефекту, якого відправили на знищення в дитинстві, але він втік у простір між стінами шахтного міста, що пробуджує давнього, напівзруйнованого кіборга, Бог-кита з назви роману. Цей величезний «граблистий» є океанським збирачем біоти, частково створеним із генетично модифікованого синього кита. Спочатку намагаючись знову приєднатися до людської цивілізації, Бог-кит (названий Роркваль Мару, або Корабель-Кит японською), разом зі своїм кіберсупутником шостого класу, Залізним Трилобітом, зрештою об'єднується з генетично модифікованим клоном Ларрі — АРЯЛДом (Аргументоване Ренальне Ядро Ларрі Девера), самим Ларрі та групою відлюдників і біженців із Вулика. Разом вони намагаються з'ясувати, що таємничо повертає морську біоту в колись безплідні океани, тоді як невелика група з Вулика, вигнанці та їхні кібербожества виживають і процвітають перед лицем неймовірних помилок комп'ютера першого класу, який керує людством та різними кастами набігів, залучених у боротьбу.

## Відгуки
Роман Бог-кит був фіналістом премії Неб'юла за найкращий роман у 1974 році.
Лестер дель Рей описав Бог-кита як «складний і захопливий роман і чудовий приклад того, що таке наукова фантастика». У газеті Нью-Йорк Таймс Теодор Стерджен просто назвав роман «Хорошим». Джеймс Ніккол, навпаки, вважав, що це «не дуже хороший роман», з «персонажами, які поверхові, якщо не непереконливі», але все ж похвалив його як «яскраву спробу уявити, як може функціонувати світ із трильйонами людей».